# Jack Swagger
Donald Jake Hager Jr. (Perry (Oklahoma), 24 maart 1982), beter bekend als Jack Swagger of Jake Hager, is een Amerikaans professioneel worstelaar en MMA-vechter die sinds 2019 actief is in All Elite Wrestling (AEW). Sinds 2017 maakt Hager verschijningen voor Bellator MMA. Hager is best bekend van zijn bij de World Wrestling Entertainment.

## Professioneel worstelcarrière

### World Wrestling Entertainment/WWE (2006-2016)

#### Opleiding (2006-2008)
In 2006 had Hager een "try-out" match van World Wrestling Entertainment (WWE) op Deep South Wrestling (DSW), dat van 2005 tot 2007 ook als opleidingscentrum van WWE fungeerde. In september 2006 maakte Hager zijn debuut in DSW. In januari 2007 werd Hager door de WWE naar de Ohio Valley Wrestling (OVW) gestuurd en debuteerde voor de organisatie door Atlas DaBone te verslaan. Tussendoor verscheen Hager eenmalig op Raw als een veiligheidspersoneel omdat een ruzie ontstond tussen John Cena en Umaga.
In augustus 2007 verlengde Hager zijn contract met de WWE en werd naar de Florida Championship Wrestling (FCW), dat sinds 2007 ook als opleidingscentrum van WWE fungeerde, waar hij een vete begon met TJ Wilson. Op 15 februari 2008, versloeg Hager Ted DiBiase Jr. om het FCW Florida Heavyweight Championship te veroveren nadat beiden de twee laatste supersterren waren in een 23-man battle royal. Op 22 maart 2008, won Hager het FCW Southern Heavyweight Championship door Heath Miller te verslaan. Hager verenigde de twee kampioenschappen en het FCW Southern Heavyweight Championship was opgeborgen. Op 18 september 2008, moest Hager het FCW Florida Heavyweight Championship afstaan aan Sheamus O'Shaunessy.

#### Hoofdrooster (2008-heden)
Op 9 september 2008, maakte Hager zijn debuut op ECW-brand als Jack Swagger en versloeg een jobber. Op 12 januari 2009, won Swagger de titelwedstrijd van Matt Hardy en veroverde het ECW Championship. Swagger behield de titel totdat hij verslagen werd door Christian.
Op 29 juni 2009, was Swagger naar de Raw-brand gestuurd, maakte hij zijn debuut als deel van een drie-op-één gauntlet match tegen WWE Champion Randy Orton. In een aflevering van Raw op 13 juli 2009, won Swagger zijn eerste Raw-match door Montel Vontavious Porter (MVP) te verslaan. In een aflevering van Raw op 1 maart 2010, versloeg Swagger Santino Marella om zich te kwalificeren voor de Money in the Bank ladder match op WrestleMania XXVI. Op WrestleMania XXVI won Swagger de Money in the Bank ladder match nadat hij de koffer, dat boven de ring hing, veroverde.
In de opnames van SmackDown op 30 maart 2010, diende Swagger zijn koffer in en versloeg hij kampioen Chris Jericho om voor de eerste keer het WWE World Heavyweight Championship te winnen. Op Fatal 4-Way, een WWE-pay-per-viewevenement op 20 juni 2010, moest Swagger de titel afstaan Rey Mysterio, die de Fatal Four-Way match won waarbij CM Punk en The Big Show ook deelnamen.
In het voorjaar van 2011 begon Swagger Michael Cole, die een match had tegen Jerry Lawler op WrestleMania XXVII, te trainen. Op 26 april 2011 werd Swagger door de Supplemental Draft naar de Raw-brand gestuurd.
In een aflevering van Raw op 16 januari 2012, won Swagger het WWE United States Championship nadat hij Zack Ryder versloeg. In een aflevering van Raw op 5 maart 2012, moest Swagger de titel afstaan aan Santino Marella. In een house show van SmackDown op 6 november 2012, Swagger won een wedstrijd van Emil Sitoci, een Nederlandse profworstelaar die zijn WWE-debuut maakte. In een aflevering van Raw op 3 september 2012, zei Swagger tegen General Manager AJ Lee dat hij pauze wou inlassen.
In een aflevering van SmackDown op 1 februari 2013, keerde Swagger terug en vroeg een plaats aan voor de Elimination Chamber match op Elimination Chamber 2013. Later op dat avond, maakte Swagger zijn terugkeer in de ring en versloeg hij Kofi Kingston.

## In het worstelen
- Finishers
  - Gutwrench powerbomb (2008-heden)

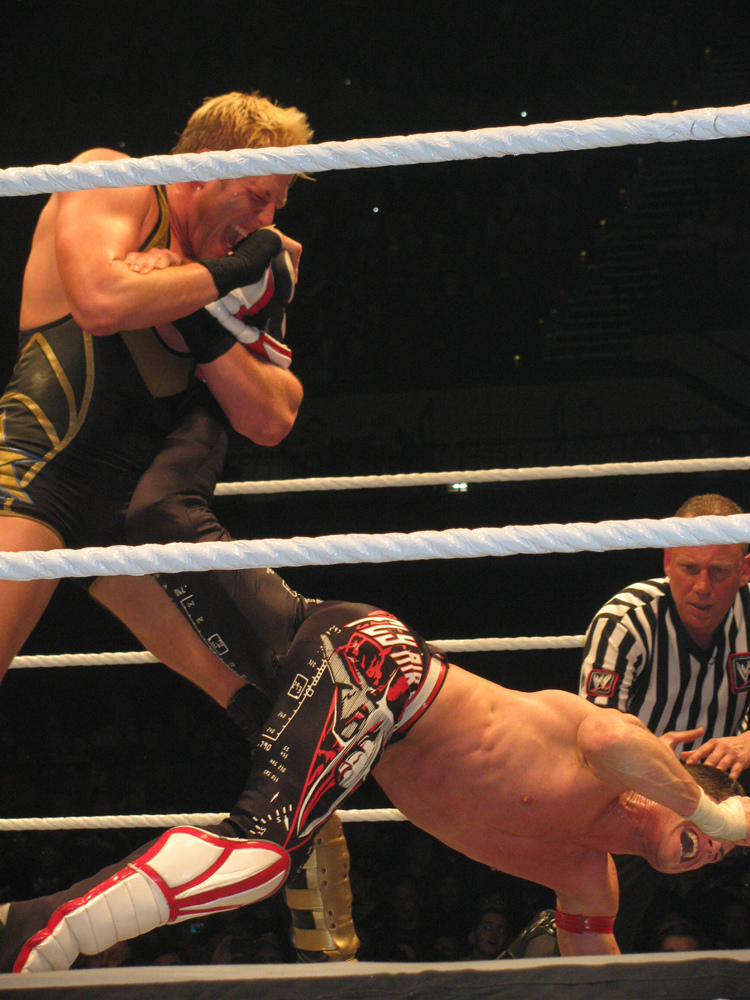
Swagger voerde een "Ankle lock" uit op Evan Bourne

  - Patriot Act - Ankle lock (2010-heden)
  - Red, White and Blue Thunder Bomb (2008)

- Kenmerkende bewegingen
  - Abdominal stretch
  - Avalanche hip toss
  - Big boot
  - Football tackle to the opponent's knees
  - Meerdere 'suplex' variaties
    - German
    - Gutwrench
    - Northern Lights
    - Side belly to belly
    - Vertical

  - Wheelbarrow
  - Oklahoma Stampede
  - Running knee lift
  - Shoulderbreaker
  - Spinning double leg takedown
  - Swagger Bomb

- Bijnamen
  - "The All–American American"
  - "The 21st Century Superstar"
  - "The Wrestling Prodigy"

- Opkomstnummers
  - "Get On Your Knees" van Age Against the Machine (november 2008–2012)
  - "patriot" (van 2013-heden)

## Prestaties
- Florida Championship Wrestling

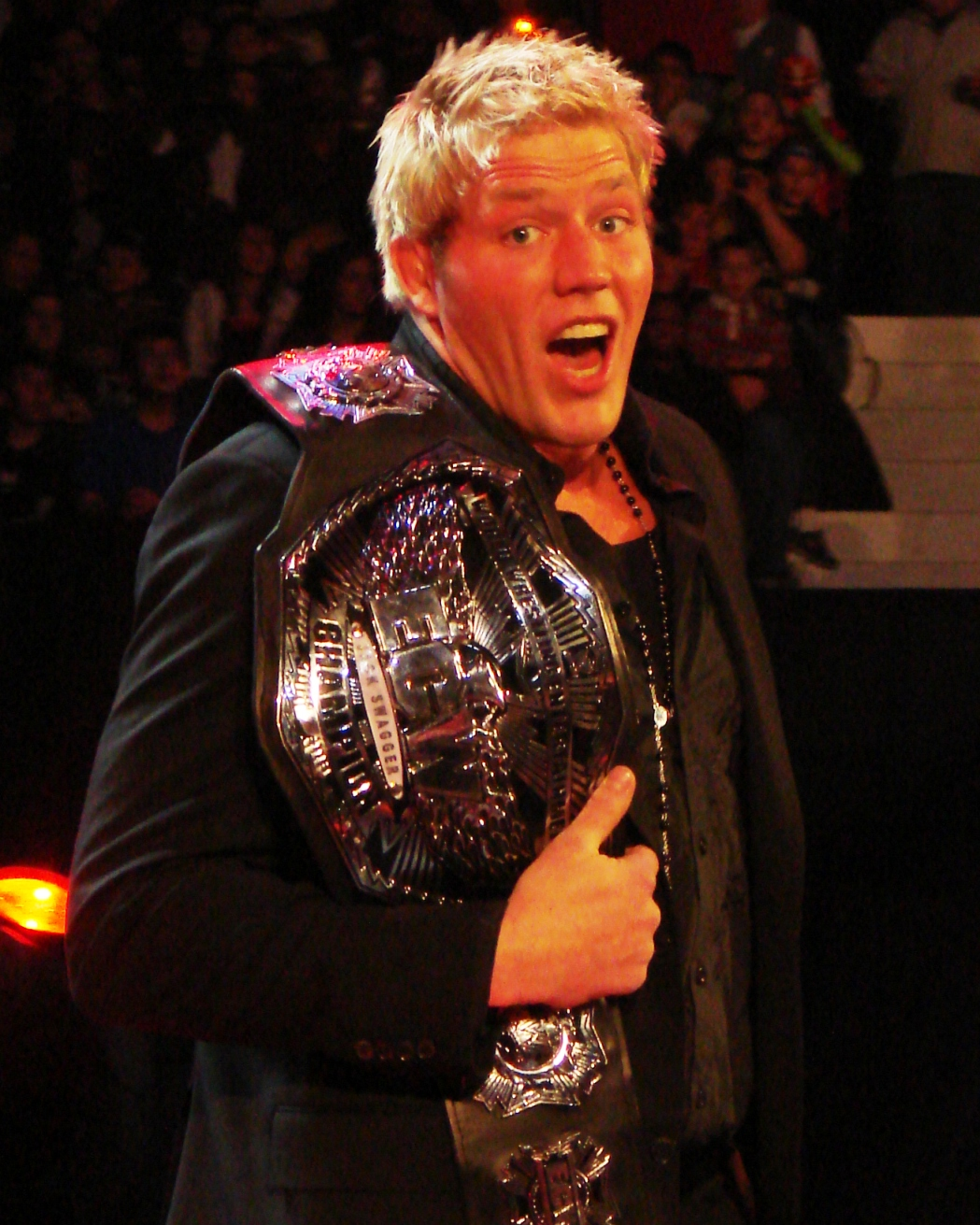
Hager als ECW Champion in 2009

  - FCW Florida Heavyweight Championship (1 keer)
  - FCW Southern Heavyweight Championship (1 keer)

- World Wrestling Entertainment
  - ECW Championship (1 keer)
  - WWE World Heavyweight Championship (1 keer)
  - WWE United States Championship (1 keer)
  - Money in the Bank (2010)